# Calabaza (color)
Calabaza o naranja calabaza es un color naranja rojizo claro, de saturación moderada, que se basa específicamente en la pigmentación de la corteza del fruto maduro de la calabaza común o calabacera (Cucurbita pepo). En la tabla puede verse una muestra de este color específico.
Este color se incluye en los acervos iconolingüísticos de las culturas de Asia, Europa, África y América.
Calabaza también es el nombre de un género cromático que incluye al color homónimo y al blanco calabaza.
Inespecíficamente, suele llamarse «calabaza» a un color más anaranjado que el específico; debajo se da un ejemplo del mismo.
|            | Calabaza (inespecífico) |
| HTML       | #D99343                 |
| CMYK       | (0, 70, 45, 0)          |
| RGB        | (217, 147, 67)          |
| HSV        | (32°, 69 %, 85 %)       |
| Referencia | [ 2 ]                   |

## Variantes culturales y lingüísticas
En idioma inglés, las coloraciones equivalentes, denominadas pumpkin (‘calabaza’), son de color naranja fuerte y naranja moderadamente saturado. Las coloraciones llamadas calabash se basan en el aspecto de los frutos de Lagenaria siceraria y son pardo amarillentas de saturación moderada, y pardo oliva claras.
|            | Pumpkin            | Pumpkin                     |
| HTML       | #ED872D            | #D99058                     |
| RGB        | (237, 135, 45)     | (217, 144, 88)              |
| HSV        | (28°, 81 %, 93 %)  | (26°, 59 %, 85 %)           |
| Referencia | Maerz & Paul, 1930 | Plochère Color System, 1948 |